# Overgangsepitheel

overgangsepitheel, schematisch

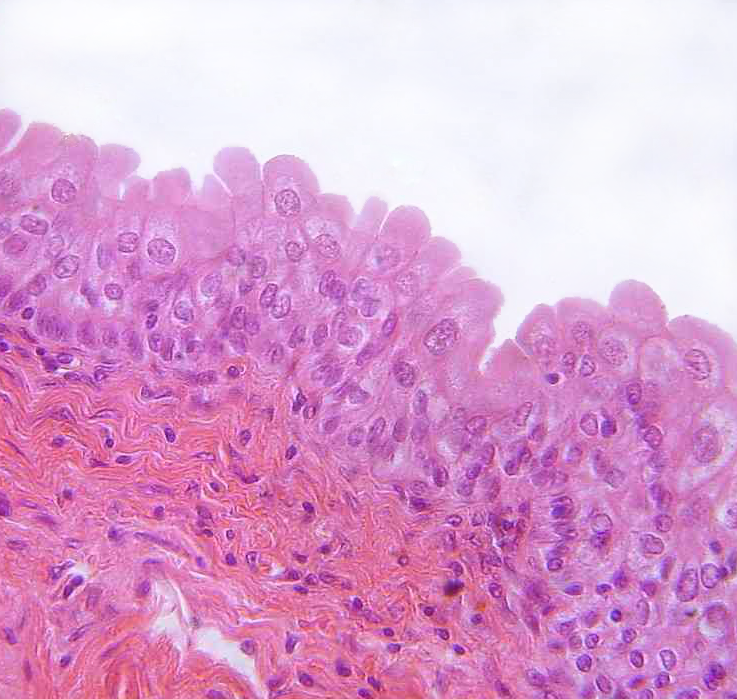
Het overgangsepitheel van de urineblaas.

Overgangsepitheel of epithelium transitionale is een soort meerlagig epitheelweefsel. Het uiterlijk van de cellen van het overgangsepitheel verandert volgens de functionele toestand van het orgaan. Door spanning vervormen de min of meer kubische cellen zich tot meer afgeplatte epitheelcellen. In rust kunnen 5 tot 6 cellagen ontdekt worden; gestrekt zijn dat er meestal slechts 2 à 3.
Overgangsepitheel komt vooral voor in de urinaire afvoerwegen: de urineleider en de urinebuis en de daartussen gelegen urineblaas; het overgangsepitheel oftewel slijmvlies heet daar en in het nierbekken 'urotheel'.